# Ataque terrorista en Kabul del 17 de agosto de 2019
Un ataque suicida tuvo lugar en Kabul, Afganistán el 17 de agosto de 2019, con un terrorista detonanto un chaleco bomba en una sala de bodas en la zona occidental de la ciudad. Al menos 63 personas murieron en el ataque, y 182 resultaron heridas. La filial local del Estado islámico de Irak y el Levante clamó la responsabilidad del ataque, declarando que el objetivo del ataque eran los chiitas presentes. Más de 1,000 Estaban reunidos en la boda cuando ocurrió el ataque.

## Ataque
El ataque suicida tuvo lugar alrededor de las 10:40 hora local (UTC+04:30) en Kabul occidental, en una área con muchos miembros de la minoría Chia Hazara, en la "sala de bodas" de Dubai City. El bombardero detonó los explosivos en la zona de hombres de la sala de bodas, cerca de donde los músicos tocaban, a la vez que centenares estaban dentro del edificio para una boda. El suicida detonó un chaleco explosiva repleto de rodamientos de bolas. La explosión ocurrió poco antes que la ceremonia empezara.  Según el dueño de la sala de bodas, más de 1,200 personas habían sido invitadas al acontecimiento, con un grupo mixto de chiitas y Suníes presentes. La mayoría de los presentes eran del grupo étnico Hazara. Tanto la novia como el novio eran chitas, y ambos de familias pertenecientes a la clase obrera, siendo el novio un sastre. Sus familias habían hablado cómo para planificar el cronometrando de la boda para probar para minimizar el riesgo de un ataque.
Al menos 63 personas murieron y 182 resultaron heridos. A pesar de que los novios sobrevivieron, ambos perdieron a varios familiares. Hubo muchos niños víctimas.

## Responsabilidad
El día después el ataque, una filial al Estado islámico de Irak y el Levante clamó responsabilidad del ataque, nombrando al terrorista como Abu Asim Al-Pakistani y clamando que se atacó a un grupo de no creyentes". La declaración de responsabilidad dijo que después del bombardeo adentro de la sala de bodas, un carro bomba fue detonado cuando llegaron los vehículos de emergencia . El coche que explotó después no fue confirmado por las autoridades.
Anteriormente, los talibanes negaron el ataque, con un portavoz que declaró que el Talibán "condena [el bombardeo] en los términos más fuertes".

## Reacciones
El presidente de Afganistán Ashraf Ghani condenó el "inhumano" y "bárbaro" ataque y expresó sus condolencias a las víctimas y las familias de las víctimas fallecidas, declarando un día de luto a nivel nacional. También declaró que los talibanes no pueden toda la culpa del ataque, exclamando  que "los talibanes no pueden quitarse toda la culpa de encima porque proporcionan una plataforma para el aprovechamiento de los terroristas".
Los Talibanes negaron participación alguna en el ataque y lo negaron. El portavoz del grupo Zabiullah Mujahid expresó en una declaración que el grupo "condena fuertemente la explosión que tenía como blanco civiles dentro de un hotel en la ciudad de Kabul," mientras añadió que "tales ataques deliberadamente bárbaricos contra civiles que incluyen niños y mujeres están prohibidos y son injustificables."

### Internacional
- Naciones Unidas: La Misión de Asistencia de las Naciones Unidas en Afganistán (UNAMA) publicó una declaración que condena el ataque, declarando que "La Misión de Asistencia de la ONU en Afganistán (UNAMA) condena el ataque de anoche en Kabul que los reportes iniciales indican que hubo muchos civiles muertos, entre ellos muchas mujeres y niños."[20]

- Estados Unidos: Los Estados Unidos condenaron el ataque en un tuit publicado por el embajador en Afganistán John R. Bass, diciendo "El bombardeo del salón de bodas de ayer en Kabul fue un acto de depravación extrema. Nuestro sentimiento esta con  las víctimas y sus familias. Nadie tendría que ser víctima de tal ataque, aun menos mujeres y niños inocentes."[21]

- Arabia Saudita: El ministro de relaciones exteriores saudí publicó una declaración en Twitter, diciendo que  "condenamos y denunciamos el atentado suicida en una boda en la capital afgana de Kabul "y" renovamos la firme posición [de Arabia Saudita] contra el atacar y aterrorizar a personas inocentes".[22]